# Dmitri Fofonov
Dmitriy Fofonov é um ex ciclista Cazaque nascido a 15 de agosto de 1976 em Almaty.
Estreia como profissional em 1999 na equipa Collstrop.
Durante o Tour de France de 2008, deu positivo num controle antidoping pela substância de heptaminol na 18.º etapa, e foi suspenso por três meses. Pôde correr de novo em abril do 2009, ainda que no entanto não encontrou equipa. Converteu-se em campeão do Cazaquistão em estrada em 2009.
Para a temporada 2010 encontrou equipa nas fileiras da Team Astana, onde se retirou e a partir de 2013, exercendo atualmente como diretor desportivo.
Dimitri Fofonov vive na comunidade de Chamalières (Saint-Étienne) onde se transladou quando era amador, junto a Alexandre Vinokourov.

## Palmarés em estrada
1997
- 2º no Campeonato do Cazaquistão de Estrada

1998
- 1 etapa da Commonwealth Bank Classic

2000
- 1º no Campeonato do Cazaquistão de Ciclismo Contrarrelógio
- Zellik-Galmaarden

2002
- 1 etapa da Volta a Catalunha

2008
- 1 etapa do Critérium de la Dauphiné Libéré

2009
- Campeonato do Cazaquistão de Estrada
- Campeonato Asiático em estrada
- 1 etapa do Tour de Loir-et-Cher

## Palmarés em pista
1998
- Campeonato do Cazaquistão na modalidade de velocidade

2000
- Campeonato do Cazaquistão na modalidade de velocidade

## Resultados nas grandes voltas

### Volta a França
- 2004 : 87º
- 2007 : 26º
- 2008 : 19º, excluído pela sua equipa ao fim da última etapa após um controle antidoping no que deu positivo na 18.º etapa

### Volta a Espanha
- 2001 : 57º
- 2006 : 32º

### Volta a Itália
- 2005 : 89º